# Kat Dennings
Kat Dennings, ursprungligen Katherine Litwack, född 13 juni 1986 i Bryn Mawr utanför Philadelphia, Pennsylvania, är en amerikansk skådespelare.
Dennings, som är yngst av fem syskon, gjorde sin rolldebut år 2000 i ett avsnitt av Sex and the City och har även varit med i flera avsnitt av Cityakuten. Dennings har sedan dess bland annat medverkat i filmerna The 40 Year-Old Virgin, Raise Your Voice och Nick och Norahs oändliga låtlista. I Thor från 2011 spelar hon rollen som Darcy Lewis.

## Filmografi i urval
- 2001 – Raising Dad (TV-serie)
- 2004 – Raise Your Voice
- 2005 – Down in the Valley
- 2005 – The 40 Year-Old Virgin
- 2005 – London
- 2006 – Big Momma's House 2
- 2007 – Charlie Bartlett
- 2008 – The House Bunny
- 2008 – Nick och Norahs oändliga låtlista
- 2009 – Shorts
- 2009 – Defendor
- 2010 – Daydream Nation
- 2011 – Thor
- 2011– 2017 – Två panka tjejer (TV-serie)
- 2012 – To Write Love on Her Arms
- 2013 – Thor: The Dark World
- 2014 – Suburban Gothic
- 2014 – The Newsroom (TV-serie)
- 2015 – Drunk History (TV-serie)
- 2025 – Shifting Gears (TV-serie)